# Schriftführer
Der Schriftführer (in Vereinen auch Schriftwart, in der Schweiz: Aktuar, Schreiber oder Sekretär) ist die Person, die bei einer Sitzung, einer Konferenz oder einer Versammlung (etwa eines Vereins) das Protokoll anfertigt („führt“) und „beurkundet“. Sie wird entweder für einen gewissen Zeitraum gewählt oder für nur eine Sitzung bestimmt. Oft ist der Schriftführer auch verantwortlich für das Führen der Redeliste. Die Statuten (Satzung oder Geschäftsordnung) können ihm auch andere Aufgaben zuweisen, z. B. die Zuständigkeit für den Schriftverkehr mit anderen Abteilungen oder mit Außenstehenden.

## Parlamente
Im Deutschen Bundestag sind Schriftführer für die Unterstützung des Bundestagspräsidenten zuständig. Sie haben die Schriftstücke vorzulesen, die Verhandlungen zu beurkunden, die Redelisten zu führen, die Namen aufzurufen, die Stimmzettel zu sammeln und zu zählen, die Korrektur der Plenarprotokolle zu überwachen und andere Angelegenheiten des Bundestages nach den Weisungen des Präsidenten zu besorgen (§ 9 der Geschäftsordnung des Deutschen Bundestages – BTGO 1980). Entsprechende Funktionen gibt es in den meisten deutschen und österreichischen Landtagen.  
Die Schriftführer führen, anders als der Name vermuten lässt, nicht das Protokoll; diese Aufgabe wird von den Stenografen wahrgenommen, die keine Abgeordnete sind.

## Bremische Evangelische Kirche
In der Bremischen Evangelischen Kirche sind Schriftführer und Stellvertretende Schriftführer die Amtsbezeichnungen für jene Pastoren, die die theologischen Repräsentanten und Sprecher der Kirche darstellen. Das Amt ähnelt nur teilweise dem eines Bischofs, Landesbischofs, Präses oder Landessuperintendenten anderer evangelischer Landeskirchen, da die Bremische Evangelische Kirche ohne klassische hierarchische Kirchenleitung auch das Amt eines leitenden Geistlichen nicht kennt.